# Yaquina (volk)
De Yaquina zijn een indiaans volk uit Oregon in de Verenigde Staten over wie weinig bekend is. Hun taal was nauw verwant aan de taal van de naburige Alsea, en mogelijk spraken beide volken varianten van dezelfde taal, het Alsea of Yakonan. De nakomelingen van de Yaquina leven tegenwoordig in het indianenreservaat Siletz Reservation in Oregon, en zijn voor het merendeel van gemengd bloed.